# Cornechiniscus subcornutus
Cornechiniscus subcornutus är en djurart som tillhör fylumet trögkrypare, och som beskrevs av Walter Maucci och Giuseppe Ramazzotti 1981. Cornechiniscus subcornutus ingår i släktet Cornechiniscus och familjen Echiniscidae. Inga underarter finns listade i Catalogue of Life.